# Magnolia pugana
Magnolia pugana är en magnoliaväxtart som först beskrevs av H.H.Iltis och Vazquez, och fick sitt nu gällande namn av A.Vazquez och Hernandez Servando Carvajal. Magnolia pugana ingår i släktet Magnolia och familjen magnoliaväxter. Inga underarter finns listade i Catalogue of Life.